# Circuito Mundial de Voleibol de Praia
Circuito Mundial de Voleibol de Praia (FIVB Beach Volleyball World Tour) é um dos principais campeonatos de vôlei de praia organizado pela Federação Internacional de Voleibol (FIVB). A versão masculina é disputada desde 1987, enquanto as mulheres começaram a participar em 1992. Conta com várias etapas ao longo do ano. Todos os atletas que disputam o qualificatório e o torneio principal ganham pontos no ranking mundial da FIVB, e após a última etapa a dupla que tiver acumulado mais pontos será declarada campeã do Circuito Mundial (são computados apenas os pontos de 75% dos torneios da temporada).

## A competição
A chave principal da categoria Aberto do Circuito Mundial é composta por 32 duplas, sendo que 22 entram pela pontuação no ranking da FIVB, duas recebem wild cards e oito chegam pelo torneio qualificatório, sempre levando em consideração o total de duplas a que cada país tem direito.
O país sede pode ter até seis duplas na chave principal, enquanto os demais países podem ter quatro (o wild card não é computado nesse total). No máximo, três duplas por país entram direto na chave principal – as outras vagas podem ser ocupadas pelas representantes vindas do qualificatório, torneio que acontece um dia antes do início do principal.
Dependendo do número de duplas inscritas por país, pode ser necessária a realização de um play off batizado de country quota (cota por país), como na seguinte situação: um país pode ter até quatro duplas na chave principal, mas inscreveu seis na competição. Duas entram direto pela pontuação no ranking, portanto o país que pode ocupar mais duas vagas tem ainda quatro duplas concorrendo por elas. Nesse caso é realizado um torneio com jogos eliminatórios somente entre essas equipes para classificar para o qualificatório as duas que podem avançar à chave principal.

## Histórico

### Masculino
| Circuito Mundial de Voleibol de Praia Masculino | Circuito Mundial de Voleibol de Praia Masculino                                         |
| ----------------------------------------------- | --------------------------------------------------------------------------------------- |
| 1989                                            | Sinjin Smith / Randy Stoklos (USA)                                                      |
| 1990                                            | Sinjin Smith / Randy Stoklos (USA)                                                      |
| 1991                                            | Sinjin Smith / Randy Stoklos (USA)                                                      |
| 1992                                            | Sinjin Smith / Randy Stoklos (USA)                                                      |
| 1993                                            | Roberto Lopes / Franco Neto (BRA)                                                       |
| 1994                                            | Jan Kvalheim / Bjørn Maaseide (NOR)                                                     |
| 1995                                            | Roberto Lopes / Franco Neto (BRA)                                                       |
| 1996                                            | Emanuel Rego / Zé Marco Melo (BRA)                                                      |
| 1997                                            | Emanuel Rego / Zé Marco Melo (BRA)                                                      |
| 1998                                            | Guilherme Marques / Rogério Ferreira (BRA)                                              |
| 1999                                            | Emanuel Rego / José Loiola (BRA)                                                        |
| 2000                                            | Ricardo Santos / Zé Marco Melo (BRA)                                                    |
| 2001                                            | Emanuel Rego / Tande Ramos (BRA)                                                        |
| 2002                                            | Martín Conde / Mariano Baracetti (ARG)                                                  |
| 2003                                            | Emanuel Rego / Ricardo Santos (BRA)                                                     |
| 2004                                            | Emanuel Rego / Ricardo Santos (BRA)                                                     |
| 2005                                            | Emanuel Rego / Ricardo Santos (BRA)                                                     |
| 2006                                            | Emanuel Rego / Ricardo Santos (BRA)                                                     |
| 2007                                            | Emanuel Rego / Ricardo Santos (BRA)                                                     |
| 2008                                            | Pedro Solberg / Harley Marques (BRA)                                                    |
| 2009                                            | Julius Brink / Jonas Reckermann (GER)                                                   |
| 2010                                            | Todd Rogers / Phil Dalhausser (USA)                                                     |
| 2011                                            | Emanuel Rego / Alison Cerutti (BRA)                                                     |
| 2012                                            | Jake Gibb / Sean Rosenthal (USA)                                                        |
| 2013                                            | Jānis Šmēdiņš / Aleksandrs Samoilovs (LAT)                                              |
| 2014                                            | Jānis Šmēdiņš / Aleksandrs Samoilovs (LAT)                                              |
| 2015                                            | Alison Cerutti / Bruno Schmidt (BRA)                                                    |
| 2016                                            | Jānis Šmēdiņš / Aleksandrs Samoilovs (LAT)                                              |
| 2017                                            | Evandro Gonçalves / André Stein (BRA)                                                   |
| 2018                                            | Anders Mol / Christian Sørum (NOR)                                                      |
| 2019                                            | Anders Mol / Christian Sørum (NOR)                                                      |
| 2020                                            | Sem campeão oficial devido aos eventos adiados ou cancelados pela pandemia do COVID-19. |
| 2021                                            | Cherif Younousse / Ahmed Tijan (QAT)                                                    |

### Feminino
| Circuito Mundial de Voleibol de Praia Feminino | Circuito Mundial de Voleibol de Praia Feminino                                          |
| ---------------------------------------------- | --------------------------------------------------------------------------------------- |
| 1992                                           | Nancy Reno / Karolyn Kirby (USA)                                                        |
| 1993                                           | Liz Masakayan / Karolyn Kirby (USA)                                                     |
| 1994                                           | Adriana Samuel / Mônica Rodrigues (BRA)                                                 |
| 1995                                           | Jaqueline Silva / Sandra Pires (BRA)                                                    |
| 1996                                           | Jaqueline Silva / Sandra Pires (BRA)                                                    |
| 1997                                           | Adriana Behar / Shelda Bedê (BRA)                                                       |
| 1998                                           | Adriana Behar / Shelda Bedê (BRA)                                                       |
| 1999                                           | Adriana Behar / Shelda Bedê (BRA)                                                       |
| 2000                                           | Adriana Behar / Shelda Bedê (BRA)                                                       |
| 2001                                           | Adriana Behar / Shelda Bedê (BRA)                                                       |
| 2002                                           | Kerri Walsh / Misty May-Treanor (USA)                                                   |
| 2003                                           | Sandra Pires / Ana Paula Connelly (BRA)                                                 |
| 2004                                           | Adriana Behar / Shelda Bedê (BRA)                                                       |
| 2005                                           | Larissa França / Juliana Silva (BRA)                                                    |
| 2006                                           | Larissa França / Juliana Silva (BRA)                                                    |
| 2007                                           | Larissa França / Juliana Silva (BRA)                                                    |
| 2008                                           | Ana Paula Connelly / Shelda Bedê (BRA)                                                  |
| 2009                                           | Larissa França / Juliana Silva (BRA)                                                    |
| 2010                                           | Larissa França / Juliana Silva (BRA)                                                    |
| 2011                                           | Larissa França / Juliana Silva (BRA)                                                    |
| 2012                                           | Larissa França / Juliana Silva (BRA)                                                    |
| 2013                                           | Talita Antunes / Taiana Lima (BRA)                                                      |
| 2014                                           | Juliana Silva / Maria Elisa (BRA)                                                       |
| 2015                                           | Ágatha Bednarczuk / Bárbara Seixas (BRA)                                                |
| 2016                                           | Laura Ludwig / Kira Walkenhorst (GER)                                                   |
| 2017                                           | Talita Antunes / Larissa França (BRA)                                                   |
| 2018                                           | Ágatha Bednarczuk / Duda Lisboa (BRA)                                                   |
| 2019                                           | Melissa Humana-Paredes / Sarah Pavan (CAN)                                              |
| 2020                                           | Sem campeão oficial devido aos eventos adiados ou cancelados pela pandemia do COVID-19. |
| 2021                                           | Ágatha Bednarczuk / Duda Lisboa (BRA)                                                   |

### Prêmios individuais masculinos
| Melhor Bloqueador do Ano                               | Melhor Bloqueador do Ano                          |
| ------------------------------------------------------ | ------------------------------------------------- |
| 2005                                                   | Fábio Luiz Magalhães (BRA)                        |
| 2006                                                   | Phil Dalhausser (USA)                             |
| 2007                                                   | Phil Dalhausser (USA)                             |
| 2008                                                   | Phil Dalhausser (USA)                             |
| 2009                                                   | Jonas Reckermann (GER)                            |
| 2010                                                   | Phil Dalhausser (USA)                             |
| 2011                                                   | Alison Cerutti (BRA)                              |
| 2012                                                   | Phil Dalhausser (USA)                             |
| 2013                                                   | Pedro Solberg (BRA)                               |
| 2014                                                   | Phil Dalhausser (USA)                             |
| 2015                                                   | Alison Cerutti (BRA)                              |
| 2016                                                   | Paolo Nicolai (ITA)                               |
| 2017                                                   | Phil Dalhausser (USA)                             |
| 2018                                                   | Anders Mol (NOR)                                  |
| 2019                                                   | Anders Mol (NOR)                                  |
| Melhor Defensor do Ano                                 |                                                   |
| 2005                                                   | Márcio Araújo (BRA)                               |
| 2006                                                   | Todd Rogers (USA) e Martín Conde (ARG)            |
| 2007                                                   | Todd Rogers (USA)                                 |
| 2008                                                   | Todd Rogers (USA)                                 |
| 2009                                                   | Reinder Nummerdor (NED)                           |
| 2010                                                   | Todd Rogers (USA)                                 |
| 2011                                                   | Reinder Nummerdor (NED)                           |
| 2012                                                   | Mārtiņš Pļaviņš (LAT)                             |
| 2013                                                   | Bruno Schmidt (BRA)                               |
| 2014                                                   | Bruno Schmidt (BRA)                               |
| 2015                                                   | Bruno Schmidt (BRA)                               |
| 2016                                                   | Bruno Schmidt (BRA)                               |
| 2017                                                   | Viacheslav Krasilnikov (RUS)                      |
| 2018                                                   | Christian Sørum (NOR)                             |
| 2019                                                   | Christian Sørum (NOR)                             |
| Melhor Atacante do Ano                                 |                                                   |
| 2005                                                   | Ricardo Santos (BRA)                              |
| 2006                                                   | Emanuel Rego (BRA)                                |
| 2007                                                   | Phil Dalhausser (USA)                             |
| 2008                                                   | Phil Dalhausser (USA)                             |
| 2009                                                   | Phil Dalhausser (USA)                             |
| 2010                                                   | Phil Dalhausser (USA)                             |
| 2011                                                   | Alison Cerutti (BRA)                              |
| 2012                                                   | Alison Cerutti (BRA)                              |
| 2013                                                   | Jānis Šmēdiņš (LAT)                               |
| 2014                                                   | Jānis Šmēdiņš (LAT)                               |
| 2015                                                   | Christiaan Varenhorst (NED)                       |
| 2016                                                   | Alison Cerutti (BRA)                              |
| 2017                                                   | Phil Dalhausser (USA)                             |
| 2018                                                   | Alexander Brouwer (NLD)                           |
| Melhor Jogador Ofensivo do Ano                         |                                                   |
| 2005                                                   | Ricardo Santos (BRA)                              |
| 2006                                                   | Ricardo Santos (BRA)                              |
| 2007                                                   | Ricardo Santos (BRA)                              |
| 2008                                                   | Phil Dalhausser (USA)                             |
| 2009                                                   | Phil Dalhausser (USA)                             |
| 2010                                                   | Phil Dalhausser (USA)                             |
| 2011                                                   | Alison Cerutti (BRA)                              |
| 2012                                                   | Phil Dalhausser (USA)                             |
| 2013                                                   | Jānis Šmēdiņš (LAT)                               |
| 2014                                                   | Paolo Nicolai (ITA)                               |
| 2015                                                   | Bruno Schmidt (BRA)                               |
| 2016                                                   | Jānis Šmēdiņš (LAT)                               |
| 2017                                                   | Phil Dalhausser (USA)                             |
| 2018                                                   | Anders Mol (NOR)                                  |
| 2019                                                   | Anders Mol (NOR)                                  |
| Melhor Sacador                                         |                                                   |
| 2005                                                   | Conrad Leinemann (CAN)                            |
| 2006                                                   | Iver Horrem (NOR)                                 |
| 2007                                                   | Igor Kolodinsky (RUS)                             |
| 2008                                                   | Igor Kolodinsky (RUS)                             |
| 2009                                                   | Igor Kolodinsky (RUS)                             |
| 2010                                                   | Igor Kolodinsky (RUS)                             |
| 2011                                                   | Eric Koreng (GER)                                 |
| 2012                                                   | Eric Koreng (GER)                                 |
| 2013                                                   | Não houve nomeação                                |
| 2014                                                   | Phil Dalhausser (USA)                             |
| 2015                                                   | Evandro Gonçalves (BRA)                           |
| 2016                                                   | Evandro Gonçalves (BRA)                           |
| 2017                                                   | Evandro Gonçalves (BRA)                           |
| 2018                                                   | Evandro Gonçalves (BRA)                           |
| 2019                                                   | Evandro Gonçalves (BRA)                           |
| Melhor Levantador do Ano                               |                                                   |
| 2005                                                   | Todd Rogers (USA)                                 |
| 2006                                                   | Márcio Araújo (BRA)                               |
| 2007                                                   | Márcio Araújo (BRA)                               |
| 2008                                                   | Márcio Araújo (BRA)                               |
| 2009                                                   | Phil Dalhausser (USA)                             |
| 2010                                                   | Phil Dalhausser (USA)                             |
| 2011                                                   | Phil Dalhausser (USA)                             |
| 2012                                                   | Phil Dalhausser (USA)                             |
| 2013                                                   | Jānis Šmēdiņš (LAT)                               |
| 2014                                                   | Phil Dalhausser (USA)                             |
| 2015                                                   | Phil Dalhausser (USA)                             |
| 2016                                                   | Phil Dalhausser (USA)                             |
| 2017                                                   | Bartosz Łosiak (POL)                              |
| 2018                                                   | Jānis Šmēdiņš (LAT)                               |
| 2019                                                   | Anders Mol (NOR)                                  |
| Jogador Mais Divertido (Most Entertaining Player)      |                                                   |
| 2019                                                   | Adrian Carambula (ITA)                            |
| Jogador que Mais Evoluiu (Most Improved Player)        |                                                   |
| 2005                                                   | Fábio Luiz Magalhães (BRA)                        |
| 2006                                                   | Phil Dalhausser (USA)                             |
| 2007                                                   | Xu Linyin (CHN) e Dmitri Barsouk (RUS)            |
| 2008                                                   | Andy Cès (FRA)                                    |
| 2009                                                   | Alison Cerutti (BRA)                              |
| 2010                                                   | Bruno Schmidt (BRA)                               |
| 2011                                                   | Mariusz Prudel (POL)                              |
| 2012                                                   | Paolo Nicolai (ITA)                               |
| 2013                                                   | Álvaro Filho (BRA)                                |
| 2014                                                   | Ryan Doherty (USA)                                |
| 2015                                                   | Lombardo Ontiveros (MEX)                          |
| 2016                                                   | Piotr Kantor (POL)                                |
| 2017                                                   | Sam Pedlow (CAN)                                  |
| 2018                                                   | Anders Mol (NOR)                                  |
| Dupla que Mais Evoluiu (Most Improved Team)            |                                                   |
| 2019                                                   | Julius Thole / Clemens Wickler (GER)              |
| "Most Inspirational"                                   |                                                   |
| 2005                                                   | Mark Heese (CAN)                                  |
| 2006                                                   | Franco Neto (BRA)                                 |
| 2007                                                   | Franco Neto (BRA)                                 |
| 2008                                                   | Todd Rogers (USA)                                 |
| 2009                                                   | Harley Marques (BRA)                              |
| 2010                                                   | Xu Linyin (CHN)                                   |
| 2011                                                   | Emanuel Rego (BRA)                                |
| 2012                                                   | Emanuel Rego (BRA)                                |
| 2013                                                   | Jake Gibb (USA)                                   |
| 2014                                                   | Jake Gibb (USA)                                   |
| 2015                                                   | Emanuel Rego (BRA)                                |
| 2016                                                   | Reinder Nummerdor (NED)                           |
| 2017                                                   | John Hyden (USA)                                  |
| 2018                                                   | Ricardo Santos (BRA)                              |
| Jogador Mais Marcante do Ano (Most Outstanding Player) |                                                   |
| 2005                                                   | Ricardo Santos (BRA)                              |
| 2006                                                   | Emanuel Rego (BRA)                                |
| 2007                                                   | Ricardo Santos (BRA)                              |
| 2008                                                   | Harley Marques (BRA)                              |
| 2009                                                   | Harley Marques (BRA) e Richard Schuil (NED)       |
| 2010                                                   | Phil Dalhausser (USA)                             |
| 2011                                                   | Emanuel Rego (BRA)                                |
| 2012                                                   | Sean Rosenthal (USA)                              |
| 2013                                                   | Jānis Šmēdiņš (LAT)                               |
| 2014                                                   | Phil Dalhausser (USA)                             |
| 2015                                                   | Bruno Schmidt (BRA)                               |
| 2016                                                   | Bruno Schmidt (BRA)                               |
| 2017                                                   | John Hyden (USA)                                  |
| 2018                                                   | Anders Mol (NOR)                                  |
| 2019                                                   | Anders Mol (NOR)                                  |
| Atleta do Ano                                          |                                                   |
| 2005                                                   | Emanuel Rego (BRA)                                |
| 2006                                                   | Franco Neto (BRA)                                 |
| 2007                                                   | Franco Neto (BRA)                                 |
| 2008                                                   | Phil Dalhausser (USA)                             |
| 2009                                                   | Rivo Vesik (EST)                                  |
| 2010                                                   | Emanuel Rego (BRA)                                |
| 2011                                                   | Emanuel Rego (BRA)                                |
| 2012                                                   | Emanuel Rego (BRA)                                |
| 2013                                                   | Jānis Šmēdiņš (LAT)                               |
| 2014                                                   | Emanuel Rego (BRA)                                |
| 2015                                                   | Bruno Schmidt (BRA)                               |
| 2016                                                   | Bruno Schmidt (BRA)                               |
| 2017                                                   | Álvaro Filho (BRA)                                |
| 2018                                                   | Ricardo Santos (BRA) e Aleksandrs Samoilovs (LAT) |
| Dupla do Ano                                           |                                                   |
| 2005                                                   | Emanuel Rego e Ricardo Santos (BRA)               |
| 2006                                                   | Emanuel Rego e Ricardo Santos (BRA)               |
| 2007                                                   | Emanuel Rego e Ricardo Santos (BRA)               |
| 2008                                                   | Pedro Solberg e Harley Marques (BRA)              |
| 2009                                                   | Julius Brink e Jonas Reckermann (GER)             |
| 2010                                                   | Phil Dalhausser e Todd Rogers (USA)               |
| 2011                                                   | Alison Cerutti e Emanuel Rego (BRA)               |
| 2012                                                   | Jake Gibb e Sean Rosenthal (USA)                  |
| 2013                                                   | Jānis Šmēdiņš e Aleksandrs Samoilovs (LAT)        |
| 2014                                                   | Jānis Šmēdiņš e Aleksandrs Samoilovs (LAT)        |
| 2015                                                   | Alison Cerutti e Bruno Schmidt (BRA)              |
| 2016                                                   | Jānis Šmēdiņš e Aleksandrs Samoilovs (LAT)        |
| 2017                                                   | Evandro Gonçalves e André Stein (BRA)             |
| 2018                                                   | Anders Mol e Christian Sørum (NOR)                |
| 2019                                                   | Anders Mol e Christian Sørum (NOR)                |
| Melhor Novato do Ano                                   |                                                   |
| 2005                                                   | Matteo Varnier (ITA) e Jake Gibb (USA)            |
| 2006                                                   | Sean Rosenthal (USA)                              |
| 2007                                                   | Igor Kolodinsky (RUS)                             |
| 2008                                                   | Adrián Gavira (ESP)                               |
| 2009                                                   | Ruslans Sorokins (LAT)                            |
| 2010                                                   | Karl Jaani (EST)                                  |
| 2011                                                   | Sébastien Chevallier (SUI)                        |
| 2012                                                   | Christiaan Varenhorst (NED)                       |
| 2013                                                   | Álvaro Filho (BRA)                                |
| 2014                                                   | Tri Bourne (USA)                                  |
| 2015                                                   | Adrian Carambula (ITA)                            |
| 2016                                                   | Gustavo Carvalhaes (BRA)                          |
| 2017                                                   | Anders Mol (NOR)                                  |
| 2018                                                   | Igor Velichko (RUS)                               |

### Prêmios individuais femininos
| Melhor Bloqueadora do Ano                               | Melhor Bloqueadora do Ano                       |
| ------------------------------------------------------- | ----------------------------------------------- |
| 2005                                                    | Kerri Walsh (USA)                               |
| 2006                                                    | Kerri Walsh (USA)                               |
| 2007                                                    | Kerri Walsh (USA)                               |
| 2008                                                    | Kerri Walsh (USA)                               |
| 2009                                                    | Juliana Silva (BRA)                             |
| 2010                                                    | Juliana Silva (BRA)                             |
| 2011                                                    | Kerri Walsh (USA)                               |
| 2012                                                    | Kerri Walsh (USA)                               |
| 2013                                                    | Talita Antunes (BRA)                            |
| 2014                                                    | Kerri Walsh (USA)                               |
| 2015                                                    | Sarah Pavan (CAN)                               |
| 2016                                                    | Kira Walkenhorst (ALE)                          |
| 2017                                                    | Sarah Pavan (CAN)                               |
| 2018                                                    | Brandie Wilkerson (CAN)                         |
| 2019                                                    | Sarah Pavan (CAN)                               |
| Melhor Jogadora Defensiva do Ano                        |                                                 |
| 2005                                                    | Shelda Bedê (BRA)                               |
| 2006                                                    | Shelda Bedê (BRA)                               |
| 2007                                                    | Misty May-Treanor (USA)                         |
| 2008                                                    | Misty May-Treanor (USA)                         |
| 2009                                                    | Larissa França (BRA)                            |
| 2010                                                    | Zhang Xi (CHN)                                  |
| 2011                                                    | Misty May-Treanor (USA)                         |
| 2012                                                    | Larissa França (BRA)                            |
| 2013                                                    | Laura Ludwig (ALE)                              |
| 2014                                                    | Larissa França (BRA)                            |
| 2015                                                    | Heather Bansley (CAN)                           |
| 2016                                                    | Heather Bansley (CAN)                           |
| 2017                                                    | Sarah Pavan (CAN)                               |
| 2018                                                    | Heather Bansley (CAN)                           |
| 2019                                                    | Melissa Humana-Paredes (CAN)                    |
| Melhor Atacante do Ano                                  |                                                 |
| 2005                                                    | Kerri Walsh (USA)                               |
| 2006                                                    | Kerri Walsh (USA)                               |
| 2007                                                    | Kerri Walsh (USA)                               |
| 2008                                                    | Larissa França (BRA)                            |
| 2009                                                    | April Ross (USA)                                |
| 2010                                                    | Larissa França (BRA)                            |
| 2011                                                    | April Ross (USA)                                |
| 2012                                                    | Kerri Walsh (USA)                               |
| 2013                                                    | Talita Antunes (BRA)                            |
| 2014                                                    | Talita Antunes (BRA)                            |
| 2015                                                    | Talita Antunes (BRA)                            |
| 2016                                                    | Kerri Walsh (USA)                               |
| 2017                                                    | Kira Walkenhorst (ALE)                          |
| 2018                                                    | Eduarda "Duda" Lisboa (BRA)                     |
| Melhor Jogadora Ofensiva do Ano                         |                                                 |
| 2005                                                    | Misty May-Treanor (USA)                         |
| 2006                                                    | Juliana Silva (BRA)                             |
| 2007                                                    | Kerri Walsh and Misty May-Treanor (USA)         |
| 2008                                                    | Misty May-Treanor (USA)                         |
| 2009                                                    | April Ross (USA)                                |
| 2010                                                    | Juliana Silva (BRA)                             |
| 2011                                                    | Laura Ludwig (ALE)                              |
| 2012                                                    | Juliana Silva (BRA)                             |
| 2013                                                    | Talita Antunes (BRA)                            |
| 2014                                                    | Kerri Walsh (USA)                               |
| 2015                                                    | Larissa França (BRA)                            |
| 2016                                                    | Larissa França (BRA)                            |
| 2017                                                    | Larissa França (BRA)                            |
| 2018                                                    | Eduarda "Duda" Lisboa (BRA)                     |
| 2019                                                    | Eduarda "Duda" Lisboa (BRA)                     |
| Melhor Sacadora do Ano                                  |                                                 |
| 2005                                                    | Ana Paula Connelly (BRA)                        |
| 2006                                                    | Ana Paula Connelly (BRA)                        |
| 2007                                                    | Ana Paula Connelly (BRA)                        |
| 2008                                                    | Maria Clara Salgado (BRA)                       |
| 2009                                                    | Maria Clara Salgado (BRA)                       |
| 2010                                                    | Marleen van Iersel (NED)                        |
| 2011                                                    | April Ross (USA)                                |
| 2012                                                    | April Ross (USA)                                |
| 2013                                                    | Não houve nomeação                              |
| 2014                                                    | Karla Borger (ALE)                              |
| 2015                                                    | April Ross (USA)                                |
| 2016                                                    | April Ross (USA)                                |
| 2017                                                    | April Ross (USA)                                |
| 2018                                                    | Taliqua Clancy (AUS)                            |
| 2019                                                    | Eduarda "Duda" Lisboa (BRA)                     |
| Melhor Levantadora do Ano                               |                                                 |
| 2005                                                    | Misty May-Treanor (USA)                         |
| 2006                                                    | Larissa França (BRA)                            |
| 2007                                                    | Larissa França (BRA)                            |
| 2008                                                    | Larissa França (BRA) e Vasso Karadassiou (GRE)  |
| 2009                                                    | Larissa França (BRA)                            |
| 2010                                                    | Larissa França (BRA)                            |
| 2011                                                    | Larissa França (BRA)                            |
| 2012                                                    | Larissa França (BRA)                            |
| 2013                                                    | Ilka Semmler (ALE)                              |
| 2014                                                    | Larissa França (BRA)                            |
| 2015                                                    | Marleen van Iersel (NED)                        |
| 2016                                                    | Larissa França (BRA)                            |
| 2017                                                    | Larissa França (BRA)                            |
| 2018                                                    | Melissa Humana-Paredes (CAN)                    |
| 2019                                                    | Melissa Humana-Paredes (CAN)                    |
| Jogador Mais Divertida (Most Entertaining Player)       |                                                 |
| 2019                                                    | Laura Ludwig (GER)                              |
| Jogadora que Mais Evoluiu (Most Improved Player)        |                                                 |
| 2005                                                    | Vassiliki Arvaniti (GRE)                        |
| 2006                                                    | Leila Barros (BRA)                              |
| 2007                                                    | Laura Ludwig (ALE) e Tamsin Barnett (AUS)       |
| 2008                                                    | Nicole Branagh (USA)                            |
| 2009                                                    | Marleen van Iersel (NED)                        |
| 2010                                                    | Taiana Lima (BRA)                               |
| 2011                                                    | Marta Menegatti (ITA)                           |
| 2012                                                    | Sophie van Gestel (NED)                         |
| 2013                                                    | Kira Walkenhorst (ALE)                          |
| 2014                                                    | Tanja Hüberli (SUI)                             |
| 2015                                                    | Linline Matauatu (VAN)                          |
| 2016                                                    | Joana Heidrich (SUI)                            |
| 2017                                                    | Melissa Humana-Paredes (CAN)                    |
| 2018                                                    | Mariafe Artacho del Solar (AUS)                 |
| Dupla que Mais Evoluiu (Most Improved Team)             |                                                 |
| 2019                                                    | Tina Graudina / Anastasija Kravčenoka (LAT)     |
| "Most Inspirational"                                    |                                                 |
| 2005                                                    | Shelda Bedê (BRA)                               |
| 2006                                                    | Shelda Bedê (BRA)                               |
| 2007                                                    | Shelda Bedê (BRA)                               |
| 2008                                                    | Shelda Bedê (BRA)                               |
| 2009                                                    | Shelda Bedê (BRA)                               |
| 2010                                                    | Denise Johns (GBR)                              |
| 2011                                                    | Kerri Walsh (USA)                               |
| 2012                                                    | Misty May-Treanor (USA) e Kerri Walsh (USA)     |
| 2013                                                    | Laura Ludwig (ALE)                              |
| 2014                                                    | Kerri Walsh (USA)                               |
| 2015                                                    | Miller Pata (VAN)                               |
| 2016                                                    | Nadine Zumkehr (SUI)                            |
| 2017                                                    | Laura Ludwig (ALE)                              |
| 2018                                                    | Ágatha Bednarczuk (BRA)                         |
| Jogadora Mais Marcante do Ano (Most Outstanding Player) |                                                 |
| 2005                                                    | Misty May-Treanor (USA)                         |
| 2006                                                    | Larissa França (BRA)                            |
| 2007                                                    | Kerri Walsh (USA)                               |
| 2008                                                    | Misty May-Treanor (USA) e Zhang Xi (CHN)        |
| 2009                                                    | Juliana Silva (BRA)                             |
| 2010                                                    | Juliana Silva (BRA)                             |
| 2011                                                    | Juliana Silva (BRA)                             |
| 2012                                                    | Kerri Walsh (USA)                               |
| 2013                                                    | Kerri Walsh (USA)                               |
| 2014                                                    | Kerri Walsh (USA)                               |
| 2015                                                    | Larissa França (BRA)                            |
| 2016                                                    | Laura Ludwig (ALE)                              |
| 2017                                                    | Laura Ludwig (ALE)                              |
| 2018                                                    | Eduarda "Duda" Lisboa (BRA)                     |
| 2019                                                    | Eduarda "Duda" Lisboa (BRA)                     |
| Melhor Atleta do Ano                                    |                                                 |
| 2005                                                    | Kerri Walsh (USA)                               |
| 2006                                                    | Kerri Walsh (USA)                               |
| 2007                                                    | Kerri Walsh e Misty May-Treanor (USA)           |
| 2008                                                    | Kerri Walsh e Misty May-Treanor (USA)           |
| 2009                                                    | Shelda Bedê (BRA)                               |
| 2010                                                    | Misty May-Treanor (USA)                         |
| 2011                                                    | Juliana Silva (BRA)                             |
| 2012                                                    | Kerri Walsh (USA)                               |
| 2013                                                    | Taiana Lima (BRA)                               |
| 2014                                                    | Juliana Silva (BRA)                             |
| 2015                                                    | Laura Ludwig (ALE)                              |
| 2016                                                    | Laura Ludwig (ALE)                              |
| 2017                                                    | Laura Ludwig (ALE)                              |
| 2018                                                    | Ágatha Bednarczuk (BRA)                         |
| Dupla do Ano                                            |                                                 |
| 2005                                                    | Juliana Silva e Larissa França (BRA)            |
| 2006                                                    | Juliana Silva e Larissa França (BRA)            |
| 2007                                                    | Juliana Silva e Larissa França (BRA)            |
| 2008                                                    | Ana Paula Connelly e Shelda Bedê (BRA)          |
| 2009                                                    | Juliana Silva e Larissa França (BRA)            |
| 2010                                                    | Juliana Silva e Larissa França (BRA)            |
| 2011                                                    | Juliana Silva e Larissa França (BRA)            |
| 2012                                                    | Juliana Silva e Larissa França (BRA)            |
| 2013                                                    | Talita Antunes e Taiana Lima (BRA)              |
| 2014                                                    | Juliana Silva e Maria Elisa (BRA)               |
| 2015                                                    | Larissa França e Talita Antunes (BRA)           |
| 2016                                                    | Laura Ludwig e Kira Walkenhorst (ALE)           |
| 2017                                                    | Talita Antunes e Larissa França (BRA)           |
| 2018                                                    | Ágatha Bednarczuk e Eduarda "Duda" Lisboa (BRA) |
| 2019                                                    | Sarah Pavan e Melissa Humana-Paredes (CAN)      |
| Melhor Novata do Ano                                    |                                                 |
| 2005                                                    | Talita Antunes (BRA)                            |
| 2006                                                    | Xue Chen (CHN)                                  |
| 2007                                                    | April Ross (USA)                                |
| 2008                                                    | Bibiana Candelas (MEX)                          |
| 2009                                                    | Angie Akers (USA) e Louise Bawden (AUS)         |
| 2010                                                    | Markéta Sluková (CZE)                           |
| 2011                                                    | Britta Büthe (GER)                              |
| 2012                                                    | Bárbara Seixas (BRA)                            |
| 2013                                                    | Kira Walkenhorst (ALE)                          |
| 2014                                                    | Melissa Humana-Paredes (CAN)                    |
| 2015                                                    | Taru Lahti (FIN)                                |
| 2016                                                    | Duda Lisboa (BRA)                               |
| 2017                                                    | Sara Hughes (USA)                               |
| 2018                                                    | Tīna Graudiņa (LAT) e Svetlana Kholomina (RUS)  |